# Jason Mraz
Jason Thomas Mraz ['dʒeɪsən ˈɱɹæz], född 23 juni 1977 i Mechanicsville i Virginia, är en amerikansk singer-songwriter, gitarrist och mandolinist.
Mraz behärskar flera olika stilar, som till exempel jazz, pop, rock, folk, country och hiphop. Han har spelat med artister som The Rolling Stones, Bob Dylan, Dave Matthews Band, James Blunt, Gavin DeGraw, Paula Cole, John Popper, Alanis Morissette, The Ohio Players, Rachael Yamagata, Jewel, och Colbie Caillat.
Hans debutalbum Waiting for My Rocket to Come gavs ut 2002 och singeln "The Remedy (I Won't Worry)" blev en hit som spelades på MTV och VH1 och i radio och nådde upp till femtonde plats på Billboard Hot 100 i USA. I Sverige slog Mraz igenom stort först med låten "I'm Yours" som släpptes som singel 2008. Hans andra album Mr. A-Z gavs ut 2005 och blev hans första stora kommersiella framgång, med över 100 000 sålda exemplar. Mraz tredje album We Sing. We Dance. We Steal Things. som gavs ut 2008 sålde även det bra och nådde en tredje plats på listan över de mest sålda albumen i USA.
I juni 2007 hade han sin första konsert i Sverige under Peace & Love-festivalen i Borlänge. Mraz har i efterhand sagt att han var trött på sitt yrke innan han fick erbjudandet om att komma till Peace & Love-festivalen och att han tänkte att ingen kände till honom i Sverige, men att det ändå vore roligt att åka. När sedan flera tusen personer i publiken stod och sjöng med i hans låtar väcktes hans intresse för musiken igen, och han älskar efter det Sverige och Peace & Love-festivalen.
År 1998 lämnade Mraz sitt vanliga arbete för att satsa helt på musiken.
Mraz är intresserad av fotografering och tar mycket polaroidfoton, vilket lett till publiceringen av boken A thousand things, som släpptes i maj 2008.

## Diskografi
Studioalbum
- 2002 – Waiting for My Rocket to Come
- 2005 – Mr. A-Z
- 2008 – We Sing. We Dance. We Steal Things.
- 2012 – Love Is A Four Letter Word
- 2014 – Yes!
- 2018 – Know.

Livealbum
- 2001 – Live at Java Joe's
- 2002 – Sold Out (In Stereo)
- 2004 – Tonight, Not Again: Jason Mraz Live at the Eagles Ballroom
- 2007 – Selections for Friends – Live from: Schubas Tavern, Chicago, Montalvo Winery, Saratoga California
- 2009 – Jason Mraz's Beautiful Mess – Live On Earth

DVD
- 2004 – Tonight, Not Again: Jason Mraz Live at the Eagles Ballroom

Singlar (på Billboard Hot 100)
- 2003 – "The Remedy (I Won't Worry)" (#15)
- 2005 – "Wordplay" (#81)
- 2008 – "I'm Yours" (#6)
- 2009 – "Lucky" (med Colbie Caillat) (#48)
- 2012 – "I Won't Give Up" (#8)
- 2018 – "Have It All" (#90)